# 磁気浮上式鉄道の年表
磁気浮上式鉄道の年表（じきふじょうしきてつどうのねんぴょう）は磁気浮上式鉄道の出来事の時系列順の一覧である。

## 磁気浮上鉄道の歴史（走行実験 - 実用化など）
- 1914年 - イギリス - エミール・バチェレット (Emile Bachelet) が世界初の電磁誘導反発式の磁気浮上リニアモータのモデル実験を行う。
- 1922年 - ドイツ - ヘルマン・ケンペル (Hermann Kemper) によって電磁吸引式浮上の研究が始まる。
- 1934年 - ドイツ - ケンペルは磁気浮上鉄道の基本特許を取得した。飛翔体の研究に用いられる事を目的としていたが中断。
- 1963年 - 日本 - 鉄道総合技術研究所を中心に研究が始まる。
- 1966年 - 西ドイツ - メッサーシュミット・ベルコウ・ブローム (MBB) 社が本格的に研究を始める。
- 1970年 - 日本 - 日本万国博覧会日本館（4号館）で、国鉄の磁気浮上鉄道の模型を展示。
- 1971年 - 西ドイツ - Prinzipfahrzeug（車上一次リニア誘導モータ）が90km/hを記録。乗客を14人乗せ、世界初の有人走行に成功[1]。
- 1971年 - 西ドイツ - クラウス＝マッファイ社が中心となったトランスラッピッド・プロジェクトのTR-02号機がに164km/hを記録。
- 1972年 - 日本 - 国鉄が日本の鉄道100周年を記念して超電導リニアML100による試験走行を公開。
- 1974年 - 西ドイツ - シーメンス社が中心となり、超電導による電磁誘導式浮上のEET-01が280mの円形軌道で230km/hの走行実験を行った。
- 1974年 - 日本 - 宮崎実験線着工
- 1975年 - 西ドイツ - Komet (Komponentenmeßtrager) が14mmの電磁吸引浮上で水蒸気ロケット推進ながら401.3km/hの記録樹立。
- 1975年 - 日本 - 日本航空がクラウス＝マッファイ社の技術を導入してHSSTの開発プロジェクトを立ち上げる。
- 1976年 - 日本 - 運輸省は独自に通勤用の磁気浮上式鉄道イーエムエルプロジェクト（EMLプロジェクト）を立ち上げる。
- 1970年代〜80年代 - アメリカ - 磁気浮上の研究が行われていたがその後低調となり、ローマグ社 (Romag) から開発を引き継いだボーイング社で1980年代中までは行われていたようである。
- 1977年 - 日本 - 宮崎実験センターと1.3kmのガイドウェイが完成、実験を開始する。
- 1979年 - 日本 - 宮崎実験線のガイドウェイの建設が進められ、全長7kmが完成する。12月21日にはML-500R（無人）によって517km/hの世界記録を樹立。
- 1980年 - 日本 - 超電導リニアの宮崎実験線をU字型軌道に改良。有人走行車両MLU001を導入。
- 1983年 - 西ドイツ - TR-06がエムスランド実験線 (20.3km) で走行試験を始める。
- 1984年 - 英国 - 世界初の実用化路線として、バーミンガムピープルムーバがバーミンガム空港と鉄道駅間に完成（1995年運行停止）。英国ではホバートレイン計画の中止後、イギリス国鉄や大学で磁気浮上鉄道の研究が行われていた。イギリス国鉄は市場調査の結果、低速の市内交通に磁気浮上鉄道の可能性があるとし、小型低速タイプの研究を行っていたが、その成果である。
- 1985年 - 日本 - HSST-03が筑波万博で30km/hと低速の走行ながら人気を博す（つくば科学万博の交通も参照）。また1986年にカナダで開催されたバンクーバー国際交通博覧会、1987年の岡崎葵博覧会でデモ走行を行った。
- 1988年3月19日 - 日本 - HSST-04が熊谷市で行われたさいたま博覧会でが展示走行。最高速度30km/h。
- 1988年 - 米国 - ラスベガスとアナハイムを結ぶ磁気浮上式鉄道の建設計画が浮上。
- 1989年 - 日本 - 横浜市で開催された横浜博覧会の会場内にて、HSST（YES'89線）が日本初の営業運転。磁気浮上式鉄道として正式に運輸当局の認可（第一種鉄道事業・営業運転免許）を得た初めての営業運転であった。最高速度42km/h。
- 1989年 - 西ドイツ - M-Bahnが西ベルリンのグライスドライエック駅～ケンパープラッツ駅間約1.6kmで、実用線としては、世界で2番目に運用開始。M-Bahnは1973年に開発が始まり、1987年に実用線が完成したが、1992年に廃止された。しかし、実用化に向けた開発・売り込みは続いており、ブラウンシュバイク工科大学のキャンパス内に全周1.3kmの実験線が建設され、日本の神戸製鋼所とAEG社は技術提携を行い、日本国内での売り込みを行っている模様である。同国では、それまでバラバラに行われていた磁気浮上式鉄道のプロジェクトの一本化をはかり、トランスラピッドを中心とした高速輸送向けの技術開発へと集約した。
- 1990年 - 日本 - 超電導リニアの実用化実験のための山梨実験線の工事が始まる。
- 1993年 - 韓国 - 大田国際博覧会でクラウス＝マッファイ社の技術を導入した吸引式磁気浮上鉄道のHML-03の運転が行われた[2]。
- 1997年 - 日本 - 超電導リニアが山梨実験線で実用化を目指した開発へと移行。
- 2000年6月 - 中国 - ドイツ製のトランスラピッドが上海浦東国際空港のアクセス鉄道として採用が決定。
- 2002年12月29日 - 中国 - ドイツのシュレーダー首相を招き、上海トランスラピッドの開通式。
- 2003年12月31日 - 中国 - 上海トランスラピッドが上海浦東国際空港のアクセス用に、常設実用線としては、世界で3番目、万博などでの期間限定の実用線としては、世界で8番目の営業運転を開始。営業最高速度430km/h。本格的営業運転は2006年から。
- 2005年 - 日本 - HSSTが愛知高速交通東部丘陵線（リニモ）として、愛知万博に合わせ国内初の永続実用線として開業。最高速度100km/h。
- 2005年 - 英国 - UK Ultraspeedと銘打ち、500km/hの高速リニアの開発に着手し、英国の主要都市を結ぶ構想がある。
- 2005年5月 - 中国 - 中華06号　大連で設計速度400km/hの車両が試運転された。中国が独自開発したとされる小型懸垂式リニアで、永久磁石を使用し浮上するのに電力を必要としない設計。（走行実験での速度は不明）
- 2005年 - 韓国 - 2012年を目標に、都市型磁気浮上式鉄道（最高速度110km/h）の建設計画が浮上。
- 2006年7月 - 中国 - 成都飛行工業集団（成飛集団、成都市）が2005年9月から開発を開始したCM1型磁気浮上列車（愛称「海豚」）が、上海で設計最高速度500km/hでの試運転を目指したとされるが、その後の結果は不明。中国国営テレビ局CCTVは、「中国は外国の技術を習得し、今では国産化率85%、関連の知的財産権は全て中国に属する」と大々的なプロパガンダを行っている[3]。しかし、ドイツではトランスラピッドの技術が流出したと問題になっている。
- 2007年3月 - 日本 - JR東海が2025年頃の中央リニア新幹線の実現に向け、一般客の試乗運転を終了。長大編成車両や実験線の延伸、地質調査など、今まで以上に実用化に向けた研究に経営資源を集中させる旨発表。
- 2007年 - 米国 - ラスベガスとアナハイム間の磁気浮上式鉄道の建設計画に、連邦政府から、今までで最大の予算が計上された（2007年時点で建設は未着工）。
- 2007年 - 韓国 - 2020年の商用化を目標に、最高速度550km/hの高速磁気浮上式鉄道の研究・開発に着手。
- 2008年 - 韓国 - 大田広域市のエキスポ科学公園で国際博覧会で使用した路線を延長して4月21日からUTM-02が運行される。
- 2013年8月 - 日本 - 42.8kmに延長された山梨実験線で超電導リニアL0系の試験運転を開始。
- 2014年12月 - 日本 - 中央新幹線の東京 - 名古屋間の路線起工式が行われた。
- 2016年5月 - 中国 - 長沙リニア快線が、リニア高鉄駅(長沙南駅)-長沙黄花国際空港駅間で開業。
- 2017年12月 - 中国 -北京地下鉄S1線が、金安橋駅-石廠駅間で開業。[4]

## 最高速度記録

### 試験運転での最高速度記録

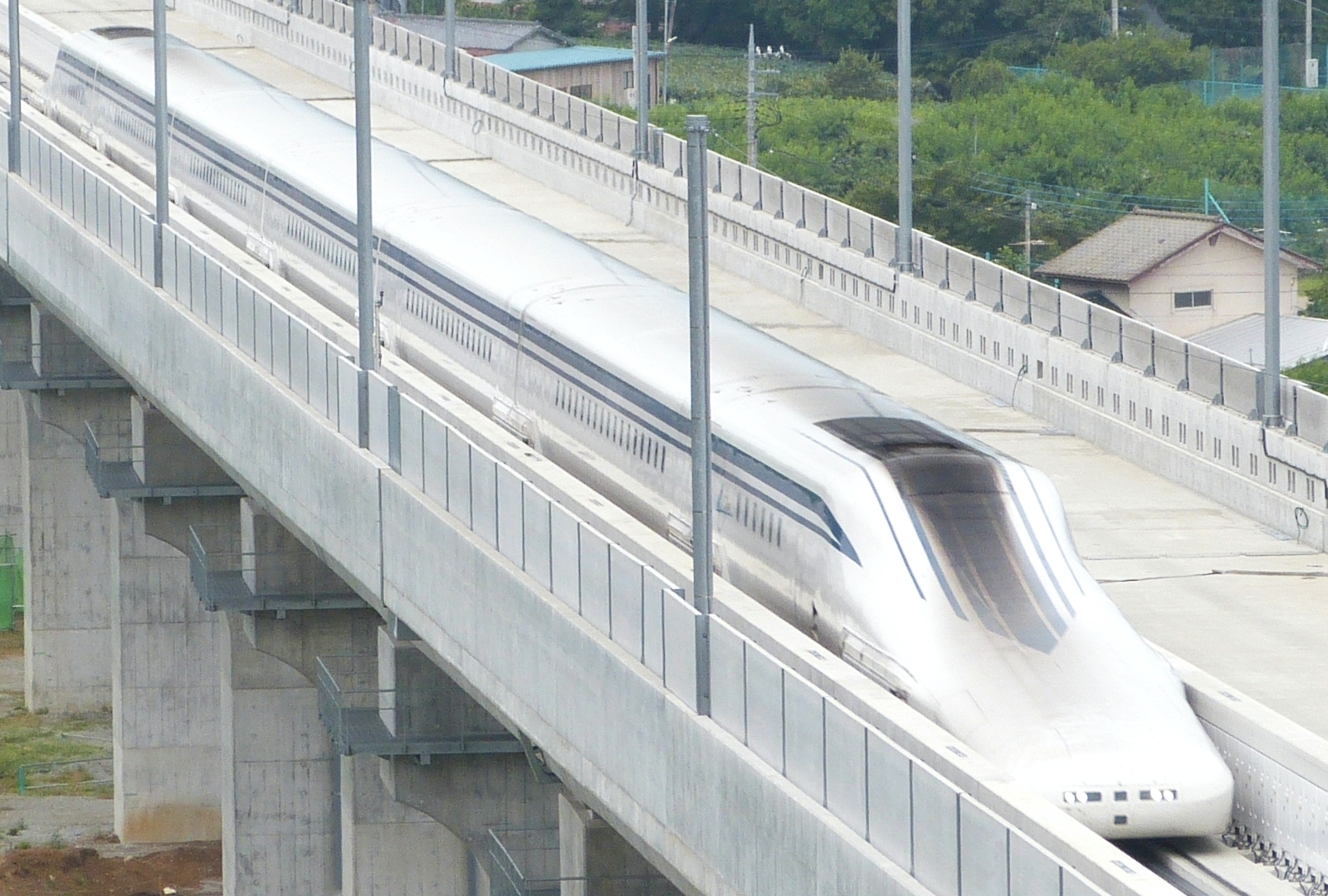
超電導リニア L0系。2015年4月に山梨実験線にて世界最高速度603km/hを記録。

- 1971年 - 西ドイツ - 西ドイツで最高速度90km/hを記録…Prinzipfahrzeug（有人[1]。車上一次リニア誘導モーター）。
- 1971年 - 西ドイツ - TSSTを研究している企業とTRの研究をしている独企業が共同で164km/hを記録…TSST/TR-02号機
- 1972年 - 日本 - 60km/h…HSST（有人。日本航空が開発）
- 1973年 - 西ドイツ - 250km/h…TR-04（有人）
- 1973年 - 米国 - 480km/h…TLRV
  - ガスタービン搭載のエア浮上式リニア誘導推進
- 1974年 - 西ドイツ - 230km/h…EET-01（無人。280mの円形軌道にて）
- 1975年 - 西ドイツ - 401.3km/h…Comet
  - 水蒸気ロケット（ヴァルター機関）を使用。電磁吸引浮上 (14mm)。
- 1978年 - 日本 - 250km/h～307km/h…HSST-01（無人）
  - 250km/h以上に到達した所で日産自動車製補助ロケットを使用し、307.8km/hを達成…HSST-01
- 1978年 - 日本 - 110km/h…HSST-02（有人）
  - 8席の客室スペースを持つ実験車両で、乗り心地改善のため2次サスペンションが導入された。
- 1979年 - 日本 - 517km/h…ML500（無人　世界初の500km/h超走行を宮崎実験線で達成）
- 1978年 - 日本 - 110km/h…HSST02（有人）
- 1987年 - 日本 - 400.8km/h…MLU001（有人）
- 1987年 - 西ドイツ - 406km/h…TR06（有人）
- 1988年 - 西ドイツ - 412.6km/h…TR-06（有人）
- 1989年 - 西ドイツ - 436km/h…TR07（有人）
- 1993年 - ドイツ - 450km/h…TR07（有人。設計最高速度500km/h）
- 1994年 - 日本 - 431km/h…MLU002N（無人）
- 1995年 - 日本 - 411km/h…ML（有人）
- 1997年 - 日本 - 531km/h…ML（有人）
- 1997年 - 日本 - 550km/h…ML（無人）
- 1999年 - 日本 - 552km/h…ML（有人。5両編成）ギネス認定
- 2003年 - ドイツ - TR-08 - 501km/h（有人）
- 2003年 - 日本 - 581km/h…ML（有人。3両編成）ギネス認定
- 2015年 - 日本 - 603km/h…L0系（有人。7両編成）[5]ギネス認定

## 博覧会などでの展示走行
上述の1989年に開催された横浜博覧会におけるYES'89線 (HSST-05) は、会期中の会場内での営業であったため展示走行と解されることもあるが、第一種鉄道事業免許による旅客輸送であり、厳密には展示走行には該当しない。
- 1979年 - 西ドイツ - TR-05がハンブルクで開催された国際交通博覧会 (IVA88) で一般試乗を実施。
- 1985年 - 日本 - HSST-03がつくば科学万国博覧会で30km/hと低速走行ながら人気を博す（→つくば科学万博の交通も参照）
- 1986年 - 日本 - HSST-03がカナダで開催されたバンクーバー国際交通博覧会でデモ走行。30km/h
- 1987年 - 日本 - HSST-03が岡崎市の岡崎葵博覧会でデモ走行。30km/h
- 1988年3月19日 - 日本 - HSST-04が熊谷市で行われたさいたま博覧会で展示走行。最高速度30km/h
- 1988年 - ドイツ - TR-07がハンブルク国際交通博覧会で公開。???km/h。
- 1993年 - 韓国 - 大田国際博覧会で吸引式磁気浮上のHML-03の運転が行われた[2][6]。
- 2003年 - 中国 - 青山磁気浮上線420mが四川省成都郊外に完成、観光客向けに営業運転開始。
- 2008年 - 韓国 - 大田広域市のエキスポ科学公園で国際博覧会以来途絶えていた一般向けのリニアモーターカーの運行が15年ぶりに再開される。